# Měsíc (opera)
Měsíc (v německém originále Der Mond) je jednoaktová opera německého skladatele Carla Orffa podle pohádky bratří Grimmů, která byla poprvé uvedena v roce 1939.

## Děj opery
Kdysi byla jedna země, kde panovala od stvoření světa věčná tma. Čtyři kluci (pobudové) se vydali z této země na cestu, až dorazili do vsi, kde visela na stromě zářící koule. Byl to Měsíc, který svítil vesničanům na cestu. Kluky napadne, že by jej mohli odvézt k nim domů, aby tam už nebyla taková tma. Svěsí Měsíc ze stromu, naloží na vůz a odvezou do své země, kde jej opět pověsí na strom, podobně jako to viděli v oné cizí vesnici. Jak čas plyne, z kluků se stanou starci a začnou postupně umírat. Každý si přitom vezme do hrobu čtvrtku Měsíce, protože to je to jediné, co měli. V říši mrtvých však tímto světlem probudí ostatní mrtvé. Ti se rozhodnou, že když nemohou spát, že si užíjí života plnými doušky. Celé podsvětí tak začne najednou hodovat, pít, hrát a zpívat. Brzo však začnou i rvačky a hádky. Rámus v podsvětí zaslechne i svatý Petr, který se jinak stará o pořádek na nebi, a zakročí. Když uloží mrtvé opět k spánku, vezme Měsíc a pověsí ho na nebe z dosahu lidí. Vše je tak konečně, jak má být.

## Z inscenační historie v českých zemích
Měsíc poprvé uvedli v roce 1966 v Liberci, přičemž opera se sem později ještě jednou vrátila (1993). V roce 1976 bylo dílo uvedeno v Plzni a teprve v sezóně 2016-17 ji spolu s jinou Orffovou operou Chytračka uvedlo pražské Národní divadlo. Tuto inscenaci režíroval Jiří Nekvasil, přičemž její zvláštností bylo zejména to, že se inscenátoři rozhodli zde využít estetiky bývalé Německé demokratické republiky.